# Alacant Club de Futbol
L'Alacant Club de Futbol fou un club de futbol de la ciutat d'Alacant (País Valencià). Va ser fundat l'any 1918 i va desaparèixer el 2014, any en el qual va començar a competir el seu equip successor, l'Alacant CFI.

## Història

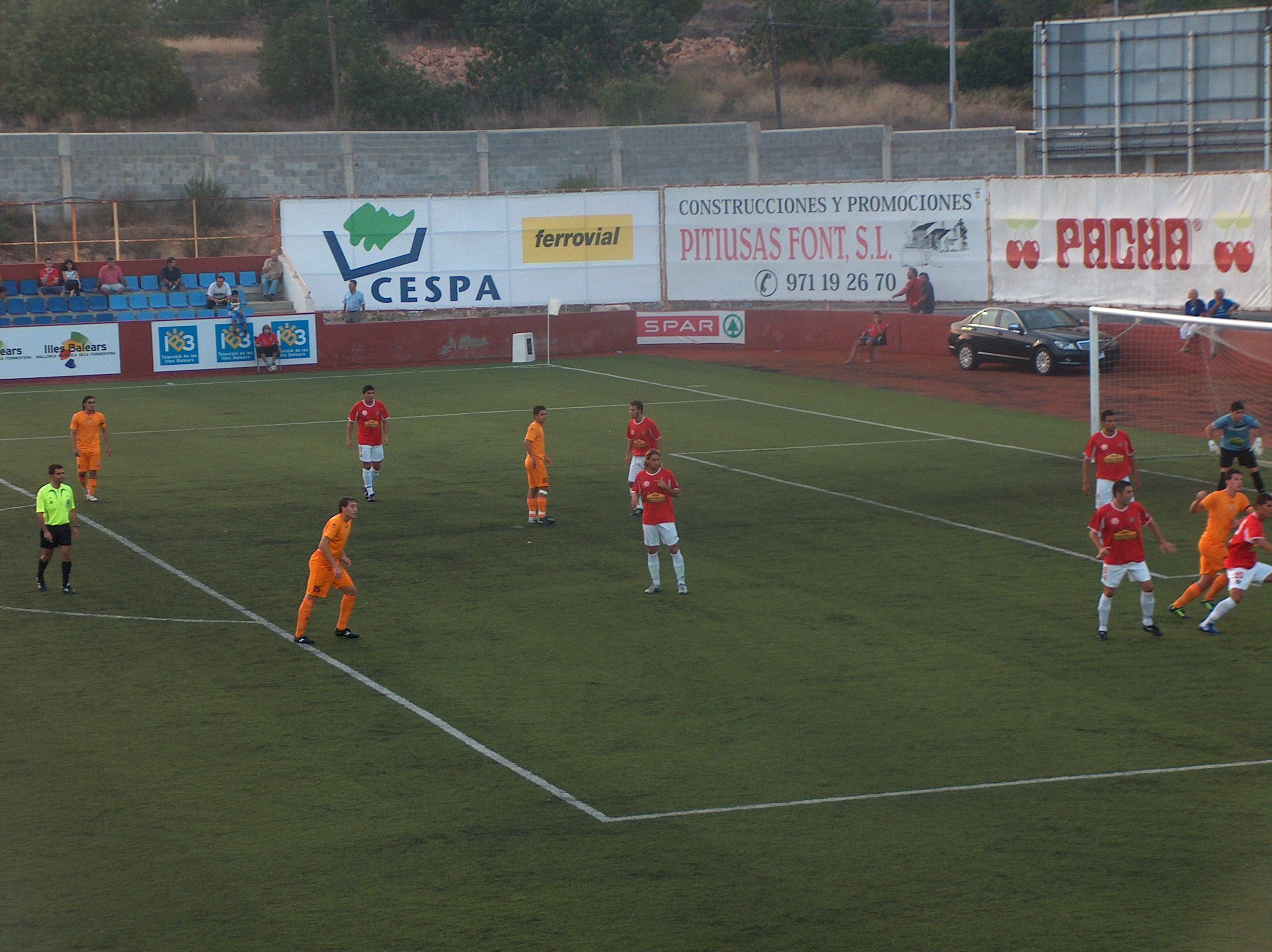
Partit de Copa del Rei entre l'Alacant i l'Eivissa.

La major part de la història de l'Alacant ha transcorregut en Tercera divisió espanyola. No obstant això el club, en els seus noranta-quatre anys d'història, sap també el que significa jugar en la Segona divisió espanyola, on va jugar cinc temporades. El seu debut en aquesta categoria es va produir en la temporada 1939/40, la qual va seguir la Guerra Civil. Aquesta temporada va ser certament estranya, ja que la Segona Divisió va estar formada per nombrosos grups en els quals van ser assignats equips segons criteris no estrictament esportius, sinó poblacionals i de representativitat.
L'Alacant va ser un d'aquests equips triats per a la categoria i encara que la seva actuació va ser notable (va quedar tercer del seu grup), una nova reestructuració de la divisió per a la següent temporada envià l'equip a la Tercera Divisió. La temporada 1941-42 es produí un fet curiós. L'Hèrcules CF adoptà el nom Alacant CD i l'Alacant s'anomenà Lucentum CF. En finalitzar la temporada retornaren als seus noms originals. L'Alacant va assolir el retorn a la Segona divisió en la dècada del 1950 i més concretament el 1951. No aconseguí mantenir la categoria i va haver d'esperar uns anys, fins a la temporada 1955/56, per a ascendir de nou a la categoria de plata.
L'equip celeste es va mantenir un bienni en la categoria per a descendir el 1958 de forma definitiva a Tercera divisió espanyola. Durant aquestes tres temporades va compartir categoria amb els seus veïns i rivals de l'Hèrcules Club de Futbol. Després de llargs anys vagant per les categories inferiors, l'equip, de la mà d'Antonio Solana, aconsegueix l'ascens a 3a divisió.
Després d'un intent fallit, aconsegueix l'ascens a la Segona Divisió B el 2001. La temporada 2001/2002 l'Alacant juga per primera vegada a Segona Divisió B, en la qual coincideix amb l'altre equip de la capital, l'Hèrcules CF. En aquesta temporada l'equip acaba en la sisena posició fregant la promoció d'ascens a Segona Divisió. És ressenyable també l'actuació de l'Alacant en la Copa del Rei de la temporada 2002/03, quan va eliminar dos equips de la primera divisió, l'Espanyol de Barcelona i el València Club de Futbol. Després de dues temporades intentant aconseguir la promoció d'ascens, és en la temporada 2004/2005, possiblement la millor temporada de l'Alacant en Segona Divisió B, quan acaba en primera posició assolint la classificació per al play-off per primera vegada en la seua història. No obstant això, l'equip cau en la primera ronda davant el Lorca. La temporada 2005/2006 acaba en tercera posició. En la primera ronda dels play-off aconsegueix eliminar a l'Águilas CF, enfrontant-se en segona ronda a la SD Ponferradina, però no va aconseguir l'ascens a Segona Divisió. En aquesta temporada el president Antonio Solana deixa el club i pren les regnes fins ara president Juan Antonio Iniesta.
Una altra oportunitat per a aconseguir l'ascens a Segona A 50 anys després. En la mateixa va solucionar la primera eliminatòria aturant el Real Unión Club de Irun, remuntant en la pròrroga de la volta el resultat (1-0) obtingut en el "Stadium Gal" d'Irun per 2-0, amb 12.000 espectadors en la graderia. Així, va quedar classificat per a disputar la 2a eliminatòria del play-off d'ascens contra el Racing de Ferrol, que va perdre 2-0 en l'anada, i no va poder remuntar en la volta (1-0).
Però a la quarta va la vençuda i l'Alacant, en el 2008, aconseguí l'esperat ascens en Ponferrada davant la SD Ponferradina, tot i perdre per 1-0, ja que l'Alacant guanyà 2-0 al partit d'anada al José Rico Pérez.
Aquella temporada va perdre la categoria i va continuar jugant a Segona B, Tercera i Preferent. La temporada 2014-15 començà a jugar a Segona Regional amb el mateix escut, els mateixos colors i jugant igualment a l'estadi Antonio Solana de Villafranqueza. La majoria de la directiva va estar formada per històriques cares conegudes de l'alacantinisme més fidel i també van tornar jugadors que van ajudar a pujar l'equip fins a Preferent, on hui, en el 2022, continua jugant.

## Estadi
El seu estadi era l'Estadi Alacant CF (actualment, "Antonio Solana"), de titularitat pública, però per al qual tenia un contracte d'ús en exclusivitat. Situat a la Ciutat Esportiva Antonio Solana, té una capacitat de 4.000 espectadors aproximadament. Hi va disputar els partits oficials des de 1979.
No obstant això, hi va haver un període, entre les temporades 2001-2002 i 2009-2010, en què l'Alacant va jugar en el llavors Estadi Municipal José Rico Pérez. A més, amb motiu d'obres de la Ciutat Esportiva Antonio Solana, l'Alacant CF va traslladar el seu camp de joc com a local a l'Estadi Municipal Divina Pastora d'Alacant per la Temporada 2012/13. Després va tornar a casa.

## Estadístiques
- 5 temporada en segona divisió
- 9 temporades en segona B
- 44 temporades en tercera divisió

### Últimes temporades
- 2000/2001: Tercera 1r
- 2001/2002: segona B 6é
- 2002/2003: segona B 5é
- 2003/2004: segona B 6é
- 2004/2005: segona B 1r
- 2005/2006: segona B 3r
- 2006/2007: segona B 1r
- 2007/2008: segona B 2n
- 2008/2009: segona A 20é
- 2009/2010: segona B 13é

## Presidents
- 1918 - Joaquín Olcina
- 1923 - Tomás Joaquín Terol
- 1929 - José Lacárcel García, Luis Such Jiménez i Francisco Menacho
- 1930 - Jerónimo Martín Hidalgo i Vicente Duart Soler
- 1946 - Alfonso de Miguel Balanzat
- 1947 - Enrique Tolón de Galí
- 1955 - Amaro González Cortés
- 1959 - Vicente Peral Seguí
- 1961 - Ramón Beltrán Limiñana
- 1969 - Víctor Chacón Fernández
- 1970 - Antonio Martínez Serrano
- 1973 - Santiago Baños Torres
- 1974 - Antonio Martínez Serrano
- 1975 - Antonio Luis Sánchez Llanos
- 1977 - Jaime Bagur Esteve
- 1979 - Enrique Picó Llorens
- 1981 - Antonio Zamora Zaragoza
- 1985 - Domingo Canales López
- 1988 - Andrés Ariza Gosálvez
- 1990 - Jacinto Ríos Espuch
- 1992 - Enrique Vidal Pastor
- 1995 - Miguel Barceló Pérez
- 1997 - Pedro J. Boj Quereda
- 1999 - Antonio Solana Yánez
- 2006 - Juan Antonio Iniesta
- 2010 - José Asensi Ripoll

## Equip filial
L'Alacant Club de Futbol B va ser l'equip filial de l'Alacant Club de Futbol. Fundat el 1999, va pujar a la Tercera divisió l'any 2004. En el seu primer any a la categoria va quedar desè. El 2007 va tornar a baixar a Regional i l'any següent va pujar de nou. En la temporada 08/09 va quedar subcampió de la Tercera divisió, la seua millor classificació històrica. La temporada següent, per contra, va ser cuer de la categoria i va baixar a Regional Preferent.
La Ciutat Esportiva Antonio Solana del Palamó és on disputen els seus partits els equips filials de l'Alacant CF, inclòs el B. Compta amb una capacitat per a 4.000 espectadors.